# Zinowiewia tacanensis
Zinowiewia tacanensis är en benvedsväxtart som beskrevs av Lundell. Zinowiewia tacanensis ingår i släktet Zinowiewia och familjen Celastraceae. Inga underarter finns listade.